# ستيف حنا
ستيف حنا (بالإنجليزية: Steve Hanna) هو منافس ألعاب قوى باهاماسي، ولد في 30 يناير 1958.

## وصلات خارجية
- ستيف حنا على موقع أوليمبيديا (الإنجليزية)